# Jurij Istomin
Jurij Vasyl'ovyč Istomin (in ucraino Юрій Васильович Істомін?, in russo Юрий Васильевич Истомин?, Jurij Vasil'evič Istomin; Charkiv, 3 luglio 1944 – 6 febbraio 1999) è stato un calciatore sovietico, di ruolo difensore.
In nazionale debutta agli ordini di Mikhail Yakushin nell'amichevole perduta per 3-1 a Rotterdam contro l'Olanda; è poi titolare nel giugno del 1968 nella fase finale dei successivi campionati europei in Italia.